# Ferrari SF-25
Der Ferrari SF-25 ist der Formel-1-Rennwagen der Scuderia Ferrari für die Formel-1-Weltmeisterschaft 2025. Er wird von Charles Leclerc und Lewis Hamilton gefahren.

## Technik und Entwicklung
Wie alle Formel-1-Fahrzeuge des Jahres 2025 ist der Ferrari SF-25 ein hinterradangetriebener Monoposto mit einem Monocoque aus kohlenstofffaserverstärktem Kunststoff (CFK). Außer dem Monocoque bestehen auch viele weitere Teile des Fahrzeugs, darunter die Karosserieteile und das Lenkrad, aus CFK. Auch die Bremsscheiben sind aus einem mit Kohlenstofffasern verstärkten Verbundwerkstoff.
Der SF-25 ist das Nachfolgemodell des Ferrari SF-24.
Angetrieben wird der SF-25 von einem 1,6-Liter-V6-Motor von Scuderia Ferrari in der Fahrzeugmitte mit Turbolader sowie einem 120 kW starken Elektromotor; es ist also ein Hybridelektrokraftfahrzeug. Die Kraft überträgt ein sequentielles, mit Schaltwippen betätigtes Achtganggetriebe. Das Fahrzeug hat nur zwei Pedale, ein Gaspedal (rechts) und ein Bremspedal (links). Genau wie viele andere Funktionen wird die Kupplung, die nur beim Anfahren aus dem Stand gebraucht wird, über einen Hebel am Lenkrad bedient.
Das Fahrzeug ist 2000 mm breit, 970 mm hoch und mehr als 5000 mm lang. Das Gewicht beträgt seit diesem Jahr einschließlich Fahrer 800 kg. Der Wagen hat 305 mm breite Vorderreifen und 405 mm breite Hinterreifen des Einheitslieferanten Pirelli auf 18-Zoll-Rädern.
Der SF-25 verfügt, wie alle Formel-1-Fahrzeuge seit 2011, über ein Drag Reduction System (DRS), das durch Flachstellen eines Teils des Heckflügels den Luftwiderstand des Fahrzeugs auf den Geraden verringert, wenn es eingesetzt werden darf. Auch das DRS wird mit einem Schalter am Lenkrad des Wagens aktiviert.
Der SF-25 ist mit dem Halo-System ausgestattet, das einen zusätzlichen Schutz für den Kopf des Fahrers bietet.

## Lackierung und Sponsoring
Der Lackierung des SF-25 wurde zum ersten Mal beim F1 75 Live Event von den beiden Fahrern Charles Leclerc und Lewis Hamilton sowie Teamchef Frédéric Vasseur präsentiert. Im Gegensatz zum Vorjahr ist der Rotton der Lackierung dunkler; er ist inspiriert durch die Farben der frühen Rennjahre der Scuderia Ferrari. Zusätzlich zeigt das Fahrzeug einen großen, weißen Streifen auf der Motorabdeckung, den das Logo des Hauptsponsors HP ziert. Des Weiteren werben diverse andere Unternehmen auf dem Fahrzeug. Für den Großen Preis von Saudi-Arabien wurde das Peroni-Logo aufgrund der Bestimmungen zum Alkoholsponsoring in diesem Land durch den Schriftzug "ITALIA 0.0" ersetzt.
Anlässlich des Großen Preises von Miami erhielt das Fahrzeug eine leicht abgewandelte Lackierung, bei der der HP-Schriftzug in Anlehnung an die Lackierung des Vorjahres betont wurde.

## Ergebnisse

### Vereinfachte Darstellung
| Fahrer                          | Nr.                             | 1  | 2    | 3 | 4 | 5 | 6  | 7 | 8 | 9 | 10 | 11 | 12 | 13  | 14 | 15 | 16 | 17 | 18 | 19 | 20 | 21 | 22 | 23 | 24 | Punkte | Rang |
| ------------------------------- | ------------------------------- | -- | ---- | - | - | - | -- | - | - | - | -- | -- | -- | --- | -- | -- | -- | -- | -- | -- | -- | -- | -- | -- | -- | ------ | ---- |
| Formel-1-Weltmeisterschaft 2025 | Formel-1-Weltmeisterschaft 2025 |    |      |   |   |   |    |   |   |   |    |    |    |     |    |    |    |    |    |    |    |    |    |    |    | 260    | 2.   |
| C. Leclerc                      | 016                             | 8  | DSQ5 | 4 | 4 | 3 | 7  | 6 | 2 | 3 | 5  | 3  | 14 | 34  | 4  |    |    |    |    |    |    |    |    |    |    | 260    | 2.   |
| L. Hamilton                     | 044                             | 10 | DSQ1 | 7 | 5 | 7 | 83 | 4 | 5 | 6 | 6  | 4  | 4  | 715 | 12 |    |    |    |    |    |    |    |    |    |    | 260    | 2.   |

| Legende  | Legende            | Legende                                                          |
| Farbe    | Abkürzung          | Bedeutung                                                        |
| -------- | ------------------ | ---------------------------------------------------------------- |
| Gold     | –                  | Sieg                                                             |
| Silber   | –                  | 2. Platz                                                         |
| Bronze   | –                  | 3. Platz                                                         |
| Grün     | –                  | Platzierung in den Punkten                                       |
| Blau     | –                  | Klassifiziert außerhalb der Punkteränge                          |
| Violett  | DNF                | Rennen nicht beendet (did not finish)                            |
| Violett  | NC                 | nicht klassifiziert (not classified)                             |
| Rot      | DNQ                | nicht qualifiziert (did not qualify)                             |
| Rot      | DNPQ               | in Vorqualifikation gescheitert (did not pre-qualify)            |
| Schwarz  | DSQ                | disqualifiziert (disqualified)                                   |
| Weiß     | DNS                | nicht am Start (did not start)                                   |
| Weiß     | WD                 | zurückgezogen (withdrawn)                                        |
| Hellblau | PO                 | nur am Training teilgenommen (practiced only)                    |
| Hellblau | TD                 | Freitags-Testfahrer (test driver)                                |
| ohne     | DNP                | nicht am Training teilgenommen (did not practice)                |
| ohne     | INJ                | verletzt oder krank (injured)                                    |
| ohne     | EX                 | ausgeschlossen (excluded)                                        |
| ohne     | DNA                | nicht erschienen (did not arrive)                                |
| ohne     | C                  | Rennen abgesagt (cancelled)                                      |
| ohne     | keine WM-Teilnahme |                                                                  |
| sonstige | P/fett             | Pole-Position                                                    |
| sonstige | 1/2/3/4/5/6/7/8    | Punktplatzierung im Sprint-/Qualifikationsrennen                 |
| sonstige | SR/kursiv          | Schnellste Rennrunde                                             |
| sonstige | *                  | nicht im Ziel, aufgrund der zurückgelegten Distanz aber gewertet |
| sonstige | ()                 | Streichresultate                                                 |
| sonstige | unterstrichen      | Führender in der Gesamtwertung                                   |

### Detaillierte Darstellung inkl. Sprintrennen (SPR) und Hauptrennen (HAU)
| Pos                             | Fahrer      | Nr. | 1   | 2   | 2   | 3   | 4   | 5   | 6   | 6   | 7   | 8 | 9 | 10 | 11 | 12 | 13 | 13 | 14 | 15 | 16 | 17 | 18 | 19 | 19 | 20 | 21 | 21 | 22 | 23 | 23 | 24 | Punkte |
| ------------------------------- | ----------- | --- | --- | --- | --- | --- | --- | --- | --- | --- | --- | - | - | -- | -- | -- | -- | -- | -- | -- | -- | -- | -- | -- | -- | -- | -- | -- | -- | -- | -- | -- | ------ |
| Formel-1 Weltmeisterschaft 2025 |             |     |     |     |     |     |     |     |     |     |     |   |   |    |    |    |    |    |    |    |    |    |    |    |    |    |    |    |    |    |    |    |        |
| SPR                             | HAU         | SPR | HAU | SPR | HAU | SPR | HAU | SPR | HAU | SPR | HAU |   |   |    |    |    |    |    |    |    |    |    |    |    |    |    |    |    |    |    |    |    |        |
| 5.                              | C. Leclerc  | 16  | 8   | 5   | DSQ | 4   | 4   | 3   | DNF | 7   | 6   | 2 | 3 | 5  | 3  | 14 | 4  | 3  | 4  |    |    |    |    |    |    |    |    |    |    |    |    |    | 151    |
| 6.                              | L. Hamilton | 44  | 10  | 1   | DSQ | 7   | 5   | 7   | 3   | 8   | 4   | 5 | 6 | 6  | 4  | 4  | 15 | 7  | 12 |    |    |    |    |    |    |    |    |    |    |    |    |    | 109    |

| Legende  | Legende            | Legende                                                          |
| Farbe    | Abkürzung          | Bedeutung                                                        |
| -------- | ------------------ | ---------------------------------------------------------------- |
| Gold     | –                  | Sieg                                                             |
| Silber   | –                  | 2. Platz                                                         |
| Bronze   | –                  | 3. Platz                                                         |
| Grün     | –                  | Platzierung in den Punkten                                       |
| Blau     | –                  | Klassifiziert außerhalb der Punkteränge                          |
| Violett  | DNF                | Rennen nicht beendet (did not finish)                            |
| Violett  | NC                 | nicht klassifiziert (not classified)                             |
| Rot      | DNQ                | nicht qualifiziert (did not qualify)                             |
| Rot      | DNPQ               | in Vorqualifikation gescheitert (did not pre-qualify)            |
| Schwarz  | DSQ                | disqualifiziert (disqualified)                                   |
| Weiß     | DNS                | nicht am Start (did not start)                                   |
| Weiß     | WD                 | zurückgezogen (withdrawn)                                        |
| Hellblau | PO                 | nur am Training teilgenommen (practiced only)                    |
| Hellblau | TD                 | Freitags-Testfahrer (test driver)                                |
| ohne     | DNP                | nicht am Training teilgenommen (did not practice)                |
| ohne     | INJ                | verletzt oder krank (injured)                                    |
| ohne     | EX                 | ausgeschlossen (excluded)                                        |
| ohne     | DNA                | nicht erschienen (did not arrive)                                |
| ohne     | C                  | Rennen abgesagt (cancelled)                                      |
| ohne     | keine WM-Teilnahme |                                                                  |
| sonstige | P/fett             | Pole-Position                                                    |
| sonstige | 1/2/3/4/5/6/7/8    | Punktplatzierung im Sprint-/Qualifikationsrennen                 |
| sonstige | SR/kursiv          | Schnellste Rennrunde                                             |
| sonstige | *                  | nicht im Ziel, aufgrund der zurückgelegten Distanz aber gewertet |
| sonstige | ()                 | Streichresultate                                                 |
| sonstige | unterstrichen      | Führender in der Gesamtwertung                                   |